# Kylli (cràter)
Kylli és un cràter d'impacte en el planeta Venus de 13,2 km de diàmetre. Porta el nom d'un antropònim finès, i el seu nom va ser aprovat per la Unió Astronòmica Internacional el 1997.